# Shizuka Kudō
Shizuka Kudō (工藤 静香 Kudō Shizuka?, 14 de abril de 1970, en Tokio, Japón) es una compositora, cantante y ex idol japonesa.
Formó parte del grupo idol Onyanko Club, siendo la miembro número 38. Al haber contraído nupcias adoptó el nombre de Shizuka Kimura (木村静香 Kimura Shizuka). Pero ella sigue trabajando con su nombre de soltera.

## Biografía
En 1984, Shizuka Kudo realizó su debut artístico concursando al lado de su futura compañera: Marina Watanabe. En el concurso televisivo Miss Seventeen :, ganándolo y posteriormente uniondose a Onyanko Club un año después. Se unió al grupo idol llamado Seventeen Club ; ""junto a sus compañeras Kuniko Shibata y Aki Kiyohara :. 

### Junto a Onyanko Club y carrera posterior
Tras la disolución de Seventeen Club. Shizuka obtuvo una segunda audición, aprobando e integrándose de esta manera al mismo en mayo de 1986. Poco después, Paso a formar parte como unas de las vocalistas principales dentro de la agrupación, 
Mientras en activo con el mismo. Formó un subgrupo ídol llamado: "Ushirogami Hikaretai", junto a sus compañeras Akiko Ikuina y Makiko Saito
En septiembre de 1987, Onyanko Club culminó sus actividades. Comenzando así una carrera como solista, posicionándose en el puesto número 1 de singles oricon.  En 1994 ya componía también sus propios temas como su sencillo Blue Rose
En 1997, tuvo una breve aparición musical en forma de dúo con Taakashi Ibaja. Junto a la banda Tunnels. Al mismo tiempo que producía su carrera musical. A lo largo de los años ha liberado múltiples, singles, álbumes y compilaciones.

## Legado
Shizuka Kudo es considerada por el público, como una de las mejores 4 ídols japonesas de la década de 1980. Compitiendo con figuras como Miho Nakayama.

## Vida personal
En el año 2000, Shizuka Kudo contrajo nupcias con Takuya Kimura, miembro de la banda Smap. De este matrimonio dio a luz a dos hijas, la primera nacida en el año 2001 y posteriormente la segunda niña nacida en el año 2003.

### Álbumes de estudio
- [1988.01.21] Mysterious
- [1989.03.15] Joy
- [1990.04.04] Rosette
- [1991.03.06] Mind Universe
- [1992.03.18] Trinity
- [1993.04.01] Rise Me
- [1994.09.07] Expose
- [1995.08.02] Purple
- [1996.05.17] Doing
- [1997.03.19] Dress
- [1998.04.29] I'm Not
- [1999.06.02] Full of Love
- [2002.07.03] Jewelry Box

### Mejores álbumes
- [1988.11.30] Gradation
- [1989.12.06] Harvest
- [1990.11.14] Unlimited
- [1991.12.11] Intimate
- [1992.11.20] Best o Ballade "Empathy"
- [1993.11.19] Super Best
- [1996.12.16] She Best of Best
- [1998.11.18] Best o Ballade Current
- [2000.03.15] Millennium Best
- [2002.10.30] My Favorite Songs ~Original Best~
- [2008.03.05] 20th Aniversary B-side collection

### Sencillos
- [1987.12.02] Again
- [1991.05.15] Please
- [1991.10.23] Metamorphose
- [1994.03.18] Blue Rose
- [1994.07.21] Jaguar Line
- [1994.11.18] Ice Rain
- [1995.05.19] Moon Water
- [1997.05.28] Blue Velvet
- [1999.04.07] Blue Zone
- [2002.04.24] Maple
- [2008.11.05] Night Wing

### Compilaciones / Otros
- [1996.12.16] So Many Stars
- [1997.02.14]  "A.S.A.P" {as part of Little Kiss)
- [1997.11.19] Sparkling
- [2004.11.17] Eternal Ballads
- [2004.12.01] Dramatic Songs
- [2009.12.23] Lovely Pops

### Vídeos / Conciertos
- [1992.02.05] Female
- [1993.07.21] Female II
- [1994.11.18] Female III
- [1996.01.05] Female IV
- [1997.06.18] Female V
- [1999.02.17] Female VI
- [2003.07.16] Female I&II
- [2003.07.16] Female III&IV
- [2003.08.20] Female V&VI